# Corró Anilox
Corró regulador de tinta utilitzat en impressió flexogràfica. Es fabrica d'acer cromat, gravat mecànicament o bé ceràmic gravat mitjançant làser per a disposar d'una superfície amb microcel·les amb les quals es controla el nivell de tinta que es transmet en el procés d'impressió. Aquesta tinta es recull d'una cubeta i es transmet al suport d'impressió que en el seu moment, imprimeix la imatge en el suport receptor.

Un corró anilox s'escull definint:
- La seva linealitat.
- L'angle que formen les cel·les, normalment 30º, 45° o 60º.
- La geometria i profunditat de les cel·les.
- El volum de tinta que aporta per unitat de superfície impresa.